# Serafin Koda
Serafin Koda OFM (* 25. April 1893 in Janjeva im Kosovo; † 11. Mai 1947 in Lezha) war ein römisch-katholischer Ordenspriester der Franziskaner, der im atheistischen Albanien des Enver-Hoxha-Regimes um seinen Glaubens willen verhaftet und gefoltert wurde. Er starb an den Folgen der Folter und gehört zu den Achtunddreißig Märtyrern von Albanien.

## Leben
Der Sohn von Gasper und Antonieta Radiqi wurde am 30. Juli 1915 zum Priester geweiht. Er amtierte als Pfarrer in den Dörfern Dushman, Shala, Prekal, Bushkash und Vukël in den Albanischen Alpen sowie in Lezha. Er soll in seinem Umfeld als überzeugter und überzeugender Missionar zusammen mit seinen franziskanischen Brüdern, darunter Çiril Cani, Rrok Gurashi, Robert Ashta und Mëhill Miraj, gewirkt haben.
Nach den Erschießungen des Jahres 1945, mit dem Tod von Bischof Luigj Bumçi, war die Diözese von Lezha ohne Bischof, und Serafin Koda versuchte zusammen mit dem Bischofsvikar Ndre Lufin die Seelsorge zu gewährleisten.
Im Jahr 1947 wurde Koda verhaftet und schwer gefoltert, vor allem, als er sich weigerte, gegen seine Mitbrüder auszusagen. Unter der Folter wurde ihm das Fleisch aus dem Körper gerissen. Er wurde am Hals blutig gekratzt, bis die Halsvenen offen waren, so die Erinnerung von Bischof Frano Illia. Die Krankenschwester Marie Ndoja sah, wie er starb, und konnte ihm nicht helfen.

## Graböffnung und Überführung der Gebeine
Marie Ndoja wusste genau den Ort des Grabes (nahe der Ortsverwaltung von Lezha) anzugeben anhand des Baumes, der daneben stand. Im Jahr 1995, kurz nach Überwindung des Kommunismus, wurde sein Grab geöffnet. Teile seines Ordensgewandes und seine Schuhe waren noch erhalten, die Knochen lagen so angeordnet, wie der Leichnam in die Grube geworfen worden war. In einer feierlichen, von dem Zeitzeugen Flavio Cavallani auch als schmerzhaft empfundenen Zeremonie wurden seine Gebeine erneut beigesetzt, nun in der Franziskanerkirche Mariä Verkündigung in Lezha.

## Seligsprechung
Die Seligsprechung von Serafin Koda und 37 weiteren Märtyrern fand am 5. November 2016 in Shkodra statt. Der Präfekt der Kongregation für die Selig- und Heiligsprechungsverfahren, Kardinal Angelo Amato, leitete im Auftrag von Papst Franziskus die Feierlichkeiten.